# Storia del Regno Unito (1701-1837)

## Casato degli Stuart

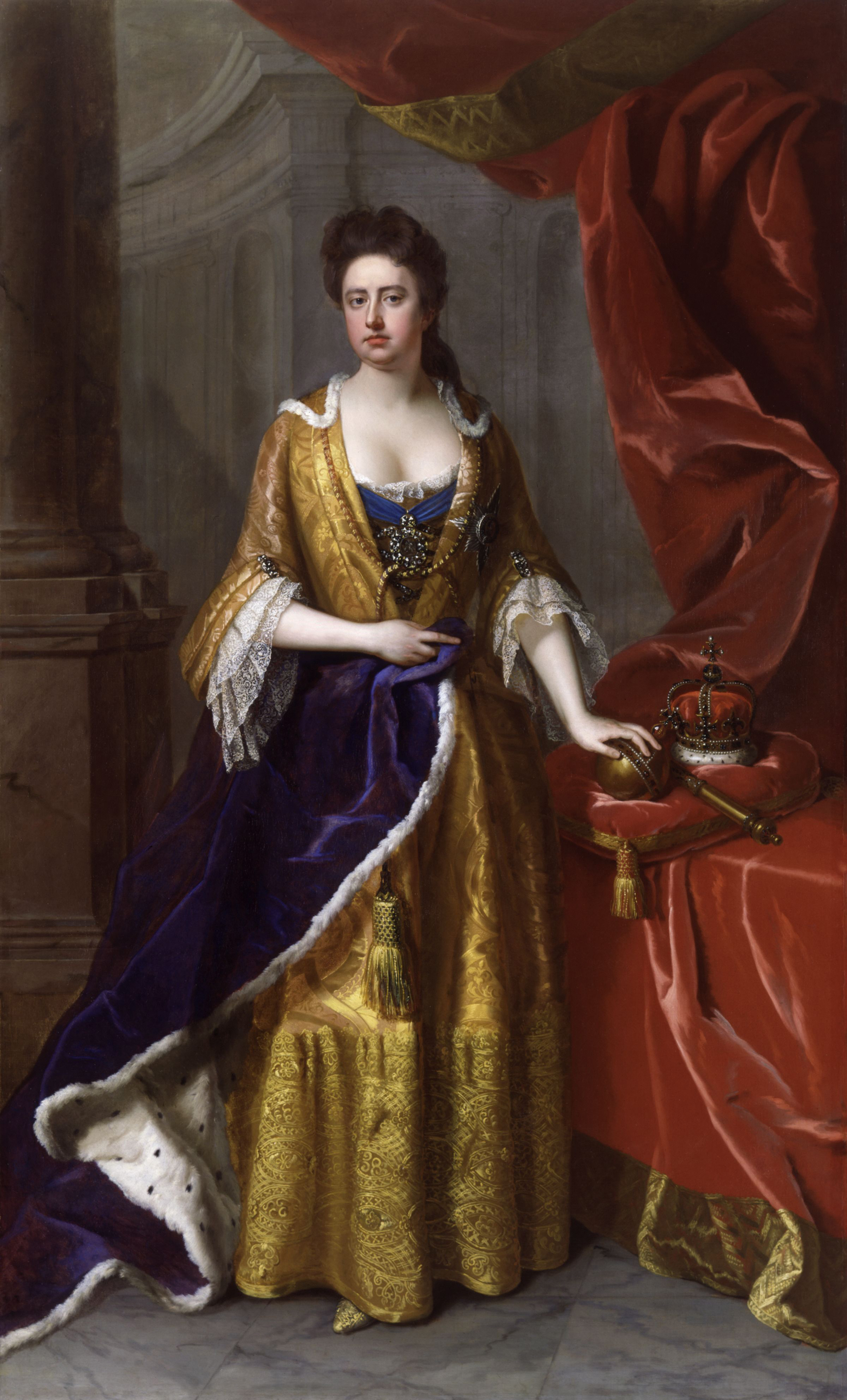
La regina Anna dipinta nel 1705

Anna Stuart (6 febbraio 1665 – 1º agosto 1714) divenne regina di Inghilterra, Scozia e Irlanda l'8 marzo 1702.
Gli anni successivi del regno di Anna furono caratterizzati dai tentativi di fondere l'Inghilterra e la Scozia in un solo regno (i due paesi dal 1603 avevano lo stesso re, ma erano rimasti due stati distinti). Quando aveva approvato l'Atto di Successione nel 1701, il parlamento inglese non aveva consultato quello scozzese, che, inoltre, desiderava la continuazione del casato degli Stuart. Il parlamento scozzese approvò un Act of Security (1704), in base al quale, in mancanza di eredi di Anna, attribuiva a sé il potere di scegliere il nuovo re di Scozia tra i discendenti protestanti della famiglia reale scozzese. Il prescelto non poteva essere il medesimo individuo che sarebbe salito al trono d'Inghilterra, a meno che non fossero soddisfatte svariate condizioni di carattere religioso, economico e politico.
La sanzione della corona (necessaria perché la legge entrasse in vigore) fu inizialmente rifiutata, ma fu concessa quando il parlamento scozzese rifiutò di imporre nuove tasse e minacciò di ritirare le truppe scozzesi dall'esercito che stava combattendo sul continente. Il parlamento inglese, temendo che una Scozia indipendente avrebbe ripristinato l'antica alleanza (Auld Alliance) che essa aveva avuto con la Francia, rispose con l'Alien Act del 1705, che imponeva sanzioni economiche contro la Scozia e stabiliva che i sudditi scozzesi sarebbero stati considerati stranieri (mettendo a repentaglio il loro diritto di possedere beni in Inghilterra), a meno che la Scozia abrogasse l'Act of Security o si dichiarasse disposta all'unione con l'Inghilterra. La Scozia scelse questa seconda via; le condizioni dell'unione furono negoziate da appositi delegati e il parlamento scozzese le approvò tra molti contrasti il 16 gennaio 1707. In applicazione di queste decisioni, l'Inghilterra e la Scozia, con l'Atto di Unione, si fusero in un solo regno, chiamato Gran Bretagna, il 1º maggio 1707.
Il marito di Anna, il principe Giorgio di Danimarca, morì nell'ottobre 1708. I capi whig erano insoddisfatti della sua direzione dell'Ammiragliato, e alcuni di essi progettarono di richiederne la destituzione mentre egli era morente. Anna fu costretta a cercare il sostegno di John Churchill, I duca di Marlborough per impedire questa mossa. Tuttavia, dopo la morte del marito, Anna si allontanò ulteriormente dall'arrogante duchessa di Marlborough, preferendo la compagnia della più rispettosa Abigail Masham, e ruppe definitivamente con la duchessa nel 1709.
La crescente impopolarità della guerra di successione spagnola fu la causa della caduta dei whig. Robert Harley fu particolarmente abile nello sfruttare lo scontento diffuso per motivare l'elettorato. Il favore dell'opinione pubblica fu spinto ancor di più verso i tory quando il governo whig avviò un procedimento penale contro Henry Sacheverell, un ecclesiastico tory che aveva violentemente attaccato il governo per il suo atteggiamento di tolleranza religiosa. L'intensa reazione popolare contro questa iniziativa fece sì che Sacheverell ricevesse una condanna mite, e ciò fu un'umiliazione per i whig.
L'elezione del 1710 diede un'ampia maggioranza ai tory; poco dopo, Marlborough e i suoi parenti cominciarono a perdere le loro cariche. Godolphin fu rimosso il 7 agosto 1710; il nuovo gabinetto tory era guidato da Harley, e ne faceva parte anche Henry St John. I tory desideravano porre termine alla guerra, temendo che una vittoria totale per l'Austria, che era il principale alleato della Gran Bretagna, per quest'ultima sarebbe stata altrettanto dannosa di una vittoria francese. Il governo tory era disposto a un compromesso che avrebbe riconosciuta la corona di Spagna al pronipote di Luigi XIV, ma per i whig ciò era inaccettabile.
Questo contrasto fu risolto dagli eventi sul continente: il fratello maggiore dell'arciduca Carlo (il pretendente al trono di Spagna che i whig sostenevano) morì nel 1711; Carlo ereditò quindi l'Austria, l'Ungheria e il titolo di imperatore del Sacro Romano Impero. Se avesse ottenuto anche la Spagna, sarebbe divenuto troppo potente. La Gran Bretagna avviò negoziati con la Francia; Marlborough fu accusato di essersi appropriato di fondi pubblici e richiamato in patria alla fine del 1711, e il comando delle truppe britanniche sul continente fu affidato a James Butler, II duca di Ormonde, che condusse le operazioni in modo molto meno aggressivo.
Alla Camera dei Comuni la schiacciante maggioranza tory era favorevole alla pace, ma alla Camera dei Lord la situazione era diversa. Per impedire la conclusione della pace i whig si allearono con un gruppo di tory guidati da Daniel Finch duca di Nottingham. Per eliminare la maggioranza whig, Anna reagì con la nomina, senza precedenti, di dodici nuovi Pari in una sola ripresa, il 1º gennaio 1712, assicurando così la ratifica del trattato di pace, concluso a Utrecht nel 1713.
In base ai termini del trattato, Filippo di Borbone conservò la corona di Spagna e le colonie spagnole in America. La Spagna dovette cedere gli altri possedimenti che aveva in Europa; la Gran Bretagna ottenne Gibilterra e Minorca, e anche alcune colonie francesi nell'America settentrionale.
La salute di Anna peggiorò nel corso del 1713. Anna soffriva di gotta, e fu colpita da erisipela, che le causò un ascesso e febbre che la condussero alla morte il 1º agosto 1714. Fu sepolta nell'abbazia di Westminster; il suo cadavere era così rigonfio che dovette essere collocato in una larga bara di forma quasi quadrata.
L'erede designata dall'Act of Settlement del 1701, Sofia del Palatinato, era morta poco prima, l'8 giugno; la corona andò quindi a suo figlio, che divenne re di Gran Bretagna con il nome di Giorgio I.

## Casato di Hannover

### Giorgio I

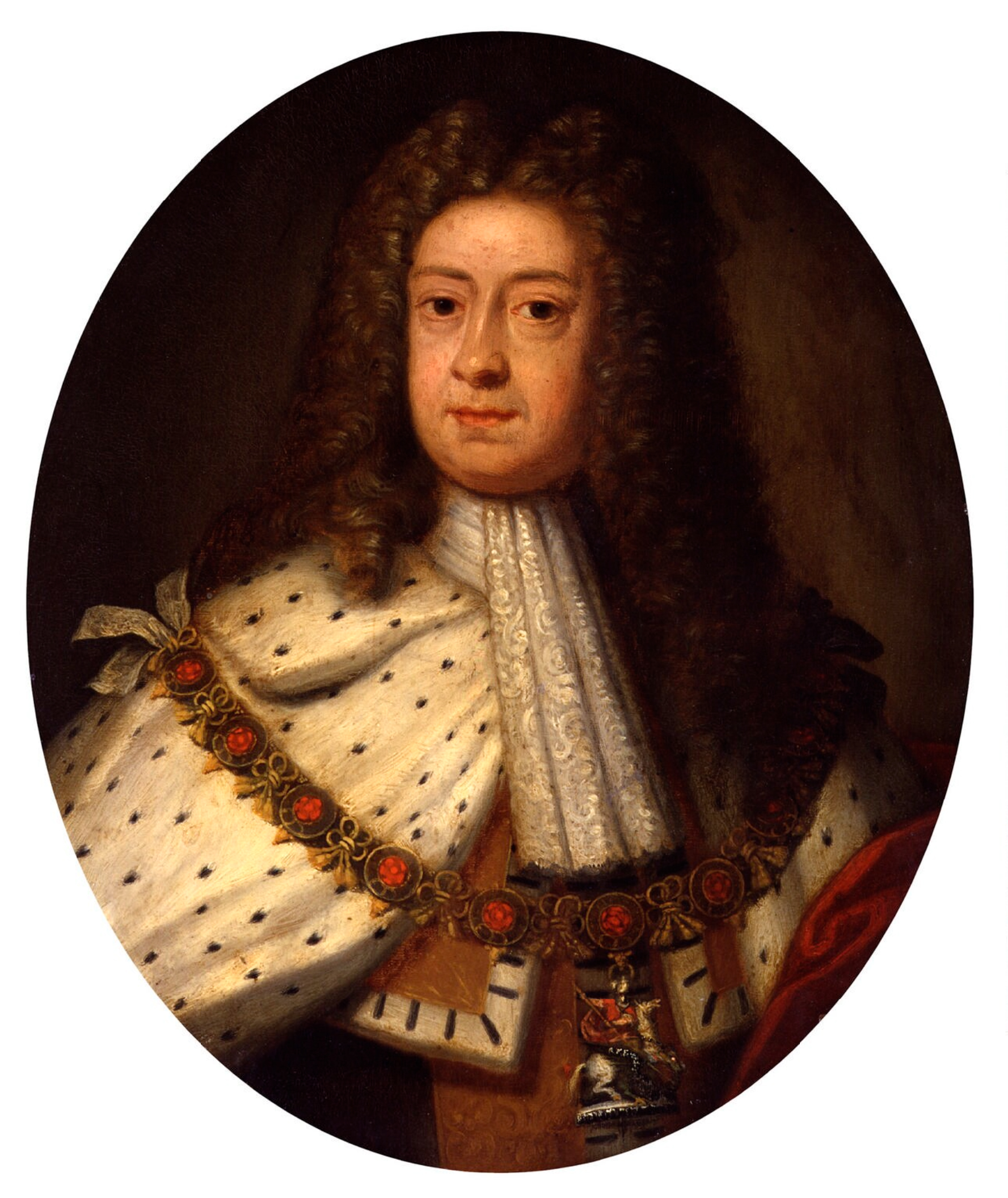
Giorgio I, re di Gran Bretagna, in un ritratto di Sir Godfrey Kneller.

Giorgio fu proclamato re di Gran Bretagna e Irlanda. Riuscì ad arrivare a Londra soltanto il 18 settembre a causa di venti contrari che l'avevano trattenuto a L'Aia. Giorgio I fu incoronato solennemente nell'abbazia di Westminster il 20 ottobre.
Dal 1714 Giorgio visse principalmente in Gran Bretagna anche se tornò alla sua corte di Hannover nel 1716, nel 1719, nel 1720, nel 1723 e nel 1725; in totale il sovrano trascorse circa un quinto del suo periodo da re in Germania. Durante i periodi di assenza del re, il potere era affidato ad un Consiglio Reggenza e non al figlio, Giorgio Augusto Principe di Galles, con il quale non ebbe mai rapporti pacifici.
Ad un anno dall'incoronazione di Giorgio, il partito Whig ottenne una schiacciante vittoria alle elezioni del 1715. Molti esponenti del partito conservatore si allearono così con i Giacobiti e presero parte alla rivolta, nota sotto il nome di "rivolta del Quindici", che aveva come obiettivo il mettere sul trono inglese il cattolico Giacomo Francesco Edoardo Stuart chiamato Pretender, figlio dell'esiliato Giacomo II. Tuttavia la rivolta fu male organizzata: nonostante non fossero pochi coloro che vi aderirono, mancarono i fondi e gli armamenti e l'esercito dei rivoltosi era male organizzato. A guidarlo era John Erskine, XXIII conte di Mar un nobile scozzese amareggiato per la presenza di un nuovo sovrano protestante, che aveva preso parte con entusiasmo anche alla Gloriosa rivoluzione.
Vedendo che la situazione stava precipitando, Erskine e Giacomo fuggirono in Francia nel 1716, lasciando in Inghilterra molti loro sostenitori. Giorgio II decise di adottare clemenza e molti congiurati furono perdonati o al massimo cacciati dal regno.
Giorgio I ebbe un ruolo attivo nella politica estera e militare del regno. Fu infatti uno dei maggiori artefici della Triplice Alleanza che vedeva riunite Gran Bretagna, Francia e Olanda contro la Spagna di Filippo V. Nel 1718 si unì alla coalizione anche il Sacro Romano Impero, cosicché il nome variò e divenne Quadruplice Alleanza. Il motivo dell'alleanza era simile a quello della guerra di successione spagnola. Alla morte di Luigi XIV, il Re Sole, avvenuta nel 1715 a Versailles per complicazioni in seguito ad una gamba andata in gangrena, suo nipote Filippo re di Spagna tentò di rovesciare il trattato di Utrecht, che gli impediva di succedere allo zio e di divenire re di Francia.
Filippo V decise di aiutare una ribellione giacobita che stava prendendo forma in Scozia: inviò così una piccola flotta a supporto che però, a causa di sfavorevoli condizioni meteorologiche, riuscì ad effettuare lo sbarco di appena trecento soldati. Gli scozzesi e gli spagnoli presero come base il castello di Eilean Donan. Da qui partirono per Londra; tuttavia l'esercito era costituito da pochi uomini, male armati e totalmente disorganizzati. L'artiglieria reale li individuò e li sconfisse completamente nella battaglia di Glen Shiel. I ribelli scozzesi si ritirarono nella regione montuosa delle Highlands, e gli spagnoli si arresero. Anche sul continente europeo gli eserciti spagnoli furono sconfitti e Filippo rinunciò al suo proposito. Francia e Spagna non vennero unificate.
Nel 1715, quando le elezioni furono vinte dal partito Whig, il consiglio dei ministri di Giorgio era composto da Robert Walpole, Charles Townshend, cognato di Walpole, James Stanhope e Charles Spencer. In breve tempo tuttavia sia Walpole che Lord Townshend rassegnarono le loro dimissioni.
In seguito, su consiglio di Walpole, che era tornato al governo, Giorgio restituì l'Ordine del Bagno, ordine cavalleresco inglese di origini medioevali. In questi anni Walpole era divenuto estremamente potente, tanto che, al contrario di quanto avveniva all'epoca della regina Anna, non si convocarono se non di rado riunioni tra il sovrano ed i suoi ministri, poiché i colloqui avvenivano direttamente tra il re e Walpole, in privato. Nonostante il grande potere che era riuscito ad assumere, Walpole non smise mai di temere il re, tanto che alla fine del regno di quest'ultimo temette di essere allontanato per una seconda volta dalla carica di Primo Ministro.
Ma questo non avvenne, poiché Giorgio morì durante una visita nella sua amata terra di Hannover. Il 9 giugno del 1727, mentre viaggiava con la sua carrozza tra due cittadine della Bassa Baviera, si sentì male e venne subito portato nel castello del vescovo principe presso Osnabrück. Qui si spense l'11 giugno ed il suo corpo venne seppellito nella cappella della reggia di Hannover.

### Giorgio II

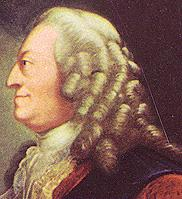
Ritratto di Giorgio II, opera di Thomas Worlidge

L'11 giugno 1727 Giorgio II salì al trono, dopo la tradizionale cerimonia d'incoronazione presso l'abbazia di Westminster.
Inizialmente Giorgio rimpiazzò Sir Robert Walpole, troppo vicino alla linea politica del padre, con Sir Spencer Compton; il re scelse Compton, e non Walpole, per scrivere il suo primo discorso pubblico. Ma Compton chiese l'aiuto di Walpole nella compilazione del discorso e la regina Carolina, ardente sostenitrice di Sir Walpole, convinse il re ad allontanare l'inetto Compton. Il re non si oppose: in accordo con la consorte, riconfermò Walpole nella carica di Primo Ministro. Walpole riuscì a convincere numerosi conservatori ad accettare la linea di successione al trono adottata dall'Act of Settlement come valida. In cambio, il re aiutò Sir Robert a divenire il capo di un partito Whig con sempre maggiore influenza e potere sulle decisioni politiche. Walpole divenne la guida della politica reale; finché era in vita la regina, la posizione del Ministro era sicura.
Mentre Giorgio II era desideroso di entrare in guerra in Europa, Walpole si mantenne sempre cauto e prudente: nel 1729 riuscì a convincere il re a firmare un trattato di pace con la Spagna. Nel 1732 il re fondò lo stato della Georgia nelle colonie americane e nel 1737, l'Università di Gottinga in Germania.
Contro il consiglio del primo ministro Robert Walpole, Giorgio II decise di entrare in guerra. Iniziò così la guerra di Jenkins' Ear, contro la Spagna nel 1739. Intanto l'intera Europa era scossa dalla notizia della morte dell'imperatore Carlo VI d'Asburgo, avvenuta nel 1740: ora sul trono d'Austria a guidare Casa Asburgo sarebbe dovuta salire la figlia di Carlo, Maria Teresa.
Sir Robert non poté fare nulla per fermare il suo sovrano nell'intervenire nella Guerra di successione austriaca; anzi, accusato pubblicamente nel 1742, dovette abbandonare, dopo vent'anni di servizio, il mondo della politica. Fu quindi rimpiazzato da Spencer Compton, la prima scelta di Giorgio, che venne nominato Conte di Wilmington. Il periodo di governo di Lord Wilmington fu breve, tanto che nel 1743 fu sostituito da Henry Pelham.
La guerra intanto proseguiva. Se l'Inghilterra non fosse intervenuta nel conflitto a fianco della causa di Maria Teresa, la Francia avrebbe acquisito un potere troppo grande e sarebbe divenuta in breve il più potente stato europeo. Con il supporto di Lord Carteret, principale esponente del partito a favore della guerra, Giorgio inviò truppe sul continente, ufficialmente con il compito di sostenere Maria Teresa, in realtà per una efficace difesa del piccolo stato di Hannover, minacciato dall'avanzata delle truppe nemiche.
Il re in persona guidò l'esercito comandando le operazioni direttamente sul campo nella battaglia di Dettingen del 1743. Questa fu l'ultima battaglia in cui un monarca inglese guidò sul campo di persona le proprie truppe.
La guerra comunque non fu accolta con entusiasmo dall'opinione pubblica poiché sembrava facesse più gli interessi di Hannover che non del Regno inglese.
Durante la guerra di successione austriaca, gli oppositori francesi di Giorgio II incitarono i Giacobiti alla rivolta. I Giacobiti erano i sostenitori del Cattolicesimo romano e di Giacomo II, il re deposto nel 1689 e rimpiazzato non dal figlio cattolico, ma dalla figlia protestante. Carlo Edoardo Stuart, conosciuto con il nome di Bonnie Prince Charlie, tentò una grande ribellione nel 1745 sulle orme del padre.
Il principe Charlie iniziò la rivolta in Scozia nel luglio del 1745. Molti scozzesi si unirono alla sua causa e con l'aiuto di essi, Carlo Edoardo riuscì a sconfiggere in un primo tempo le truppe inglesi e a penetrare in territorio inglese. Il re di Francia Luigi XV aveva promesso l'invio di dodicimila uomini di sostegno che però non arrivarono mai.
Il duca di Cumberland, già a capo dell'esercito durante le battaglie in Europa, in breve riuscì a far rientrare i ribelli entro i confini scozzesi. Il 16 aprile 1746 le truppe del principe Carlo furono annientate dall'esercito reale nella battaglia di Culloden, l'ultima battaglia combattuta sul suolo inglese. Carlo fuggì in Francia, mentre molti scozzesi furono catturati e condannati a morte.
La pace sul continente europeo si ebbe solo quando Maria Teresa fu riconosciuta come imperatrice, nel 1748; da quel momento ella decise che una alleanza con la Gran Bretagna non fosse più vantaggiosa.
Durante l'ultimo periodo della sua vita, Giorgio non si dedicò attivamente né alla vita politica, né a quella militare. In questi anni, con l'avvento dei primi macchinari, aumentò molto la popolazione del regno ed i possedimenti coloniali in India si ingrandirono notevolmente, grazie al susseguirsi di vittoriose battaglie condotte dalle truppe inglesi comandate da Robert Clive.
Quando nel 1751 Federico, Principe di Galles morì, gli succedette subito nel titolo e nella condizione di erede al trono il fratello, Giorgio Duca di Edimburgo.
L'anno dopo morì il Primo Ministro del re, Henry Pelham, che venne rimpiazzato prima da suo fratello, Thomas Pelham-Holles nominato Duca di Newcastle-upon-Tyne ed in seguito da William Cavendish quarto Duca di Devonshire nel 1756.
Altro importante ministro del regno di Giorgio II fu William Pitt il Vecchio. Pitt era stato Segretario di Stato durante l'amministrazione di Lord Devonshire, ma era disprezzato dal sovrano date le critiche mosse alla campagna militare condotta dall'Inghilterra durante la guerra di successione austriaca. L'indignazione di Giorgio II raggiunse il vertice nel 1757 quando cacciò Pitt, per poi farlo tornare qualche tempo dopo. Nello stesso periodo tornò ad occupare la carica di Primo Ministro Lord Newcastle e Pitt venne nominato Segretario di Stato. Con questa carica si occupò della vicende della Guerra dei sette anni. Maria Teresa d'Asburgo aveva firmato un'alleanza con la Francia dei Borboni e con la Russia dei Romanov, divenendo avversaria della Gran Bretagna. Giorgio II, in mancanza di alleati, decise di allearsi con la Prussia. In breve la scena militare europea si trovava ad essere divisa in due: da una parte la grande coalizione che comprendeva Francia, Russia, Austria, Svezia e Sassonia, dall'altra gli stati di Gran Bretagna, Prussia e Hannover. Il conflitto si estese sino nell'America del Nord.
Il 25 ottobre del 1760, Giorgio II si spense per una dissezione dell'aorta. Fu sepolto assieme alla moglie Carolina nella abbazia di Westminster. A succedergli fu il nipote, figlio del defunto Federico, che prese il nome di Giorgio III.

### Giorgio III

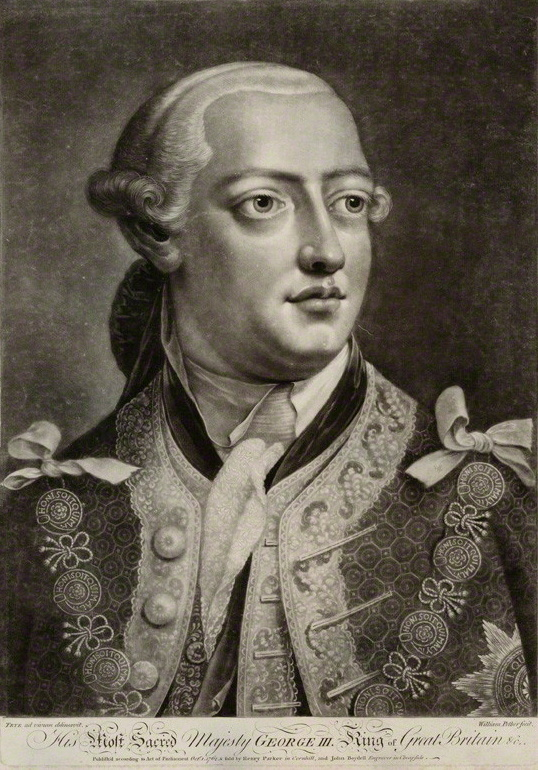
Mezzotinto di Giorgio III del 1762, da un dipinto di Thomas Frye.

Anche se l'ascesa di Giorgio III al trono inglese era stata in un primo tempo osannata dalla maggior parte dei capi partito della nazione, i primi anni del governo di Giorgio vennero contraddistinti da un'instabilità politica notevole, soprattutto originatasi a causa della partecipazione alla Guerra dei Sette anni. Giorgio era intenzionato a favorire il gruppo dei Tory, il che lo fece denunciare dagli Whigs come autocrate. L'ascesa di Giorgio, ad ogni modo, aveva portato a piccole entrate relative soprattutto dall'introduzione di alcune tasse. I debiti del regno, però, ammontavano ad oltre 3.000.000 di sterline ed al pagamento provvide il Parlamento. La Biblioteca Reale venne aperta agli studenti e fu la base per la fondazione della National Library che ancora oggi sussiste come istituzione statale.
Nel maggio del 1762, il ministero del Whig Thomas Pelham-Holles, I Duca di Newcastle venne rimpiazzato dal Tory scozzese Lord Bute. Gli oppositori di Bute, tentarono di screditarlo con calunnie che coinvolsero la famiglia reale in quanto si sosteneva che il Lord avesse una relazione con la madre del Re, oltre a calcare il tasto sul tradizionale pregiudizio degli inglesi nei confronti degli scozzesi. John Wilkes, un membro del parlamento, pubblicò The North Briton, un romanzo infiammatore e diffamatorio nella sua condanna di Bute e del governo. Questi venne tra l'altro arrestato per altri sediziosi libelli, ma fuggì in esilio in Francia per scappare alla punizione, venendo inoltre espulso dalla Camera dei Comuni per blasfemia e libellaggio. Nel 1763, dopo la conclusione del Trattato di Parigi che pose fine alla guerra, Lord Bute diede le proprie dimissioni, permettendo agli Whigs di George Grenville di fare ritorno al potere. L'anno successivo, la Royal Proclamation pose un limite all'espansione verso ovest delle colonie inglesi in America settentrionale. La proclamazione costrinse i coloni a negoziare con i nativi americani, riducendo anche i costi di frontiera ed i conflitti di terra, anche se contribuì ad aumentare i motivi di contrasto tra i contadini americani (in cerca di sempre nuove terre per l'espansione agricola) ed il governo della madrepatria inglese. Inoltre le lamentele dei coloni americani erano sempre maggiori in quanto la madrepatria sembrava disinteressarsi della loro sicurezza dalle incursioni indiane o francesi, ma la realtà era che la stessa Inghilterra non poteva permettersi spese così elevate per l'accurata difesa di quei territori tanto distanti dalla capitale. Nel 1765, Grenville introdusse lo Stamp Act, che stabiliva una tassa di bollo su ogni documento delle colonie americane, tassa che si estendeva anche ai giornali che erano tra le maggiori fonti di contrasto all'efferata tassazione inglese nelle colonie. Nel frattempo il Re era ormai stanco di sottostare allo strapotere del suo primo ministro, e tentò pertanto di convincere William Pitt il Vecchio ad accettare l'incarico di primo ministro, ma senza successo. Dopo una breve malattia, Giorgio III pose a questo incarico Charles Watson-Wentworth, II Marchese di Rockingham, obbligando Grenville a dimettersi.
Lord Rockingham, col sostegno di Pitt e del Re, rese illegale lo Stamp Act di Grenville, ma il suo governo era debole e venne rimpiazzato nel 1766 da un nuovo governo retto direttamente dallo stesso Pitt, che Giorgio III creò Conte di Chatham. Gli sforzi di Lord Chatham e di Giorgio III per cercare di abolire lo Stamp Act ebbero grande risonanza in America ed entrambi vennero citati con lode negli statuti di New York. Lord Chatham si ammalò nel 1767, e Augustus FitzRoy, III duca di Grafton prese le redini del governo, anche se non divenne primo ministro sino al 1768. Quell'anno, John Wilkes fece ritorno in Inghilterra, presentandosi come candidato alle elezioni, e divenne capo della costituente del Middlesex. La sua elezione portò a delle rivolte a Londra, a causa soprattutto della sua cattiva amministrazione economica, e Wilkes venne nuovamente espulso dal parlamento. Wilkes venne rieletto e riespulso altre due volte prima che la Camera dei Comuni si risolse a dichiarare che la sua candidatura non poteva essere considerata valida, dichiarando il suo avversario principale Henry Luttrell, II conte di Carhampton vincitore. Il governo di Grafton si disintegrò nel 1770, permettendo ai Tories di Frederick North, Lord North di tornare al potere.
Il governo di Lord North, intanto, era nel frattempo accolto col disappunto maggiore dall'America. Le pressioni erano ormai fortissime e nel 1773, una nave carica di te (elemento immagine del colonialismo inglese), venne assaltata nel porto di Boston dai coloni americani nel cosiddetto Boston Tea Party. In madrepatria, l'opinione si scagliò subito contro il gesto dei coloni americani. Col chiaro supporto del parlamento, Lord North introdusse misure chiamate Intolerable Acts contro i coloni: il Porto di Boston venne chiuso e la costituzione del Massachusetts venne alterata in quanto i membri della sua costituente vennero decisi dalla camera dei lord e dalla corona, anziché dai rappresentanti della camera dei comuni. Le reazioni del governo tra il 1763 ed il 1775 tesero dunque ad esonerare la figura di Giorgio III da qualunque responsabilità nello scoppio della Rivoluzione americana." Gli americani descrivevano Giorgio III come un tiranno, anche se in questi anni si può dire che egli abbia agito come un vero monarca costituzionalista, supportando le iniziative dei suoi ministri.
Le guerre della Rivoluzione americana iniziarono quando il conflitto armato tra le milizie inglesi e i gruppi armati dei coloni divenne pesante nel New England, a partire dall'aprile del 1775. Dopo un anno di combattimenti, le colonie dichiararono la loro indipendenza dalla corona inglese e si costituirono nel luglio del 1776 come una confederazione di stati indipendenti che fu alla base della fondazione dei moderni Stati Uniti, rifiutando al Re d'Inghilterra alcun tipo di legislazione sui territori americani. Tra le offese che vennero imputate a Giorgio III vi fu anche quella di aver saccheggiato le coste americane e di aver bruciato interi villaggi opposti al governo inglese, distruggendo le vite di molte persone: la rabbia fu tale che la statua di Giorgio III che si trovava a New York venne abbattuta. Gli inglesi ripresero possesso della città nel 1776, ma il grande ed ambizioso piano di invadere il Canada fallì e si concluse con la resa del Luogotenente Generale inglese John Burgoyne nella Battaglia di Saratoga.
Dopo Saratoga, il parlamento e la popolazione inglese erano entrambi favorevoli alla prosecuzione della guerra. Con il fallimento delle operazioni americane, Lord North chiese di trasferire i poteri a Lord Chatham, che era reputato maggiormente capace, ma Giorgio III si rifiutò di approvare tale scelta, suggerendo che Chatham prestasse invece servizio come ministro subordinato all'amministrazione di Lord North. Chatham si rifiutò di cooperare, e morì poco dopo. Nel 1778, la Francia (principale oppositrice dell'Inghilterra) siglò un trattato di alleanza coi coloni americani, il che costrinse la Gran Bretagna ad entrare in conflitto anche con la Francia e nel 1779 anche con la Spagna. Granville Leveson-Gower, I marchese di Stafford e Thomas Thynne, I marchese di Bath diedero entrambi le dimissioni dal vigente governo. Lord North fece nuovamente richiesta di potersi dimettere, ma l'insistenza di Giorgio III lo riconfermò alla sua carica. Nel frattempo la popolazione si dimostrava sempre più opposta ai crescenti costi della guerra ed a Londra scoppiarono alcune piccole rivolte.
Nel 1781, la notizia che Charles Cornwallis, I marchese Cornwallis aveva dovuto arrendersi all'Assedio di Yorktown raggiunse Londra; Lord North pretese a questo punto di dimettersi e l'anno successivo uscì dalla scena politica. Infine il Re si risolse a dover accettare la sconfitta in Nord America ed autorizzò i negoziati di pace. La Pace di Parigi che venne siglata nel 1783 stabilì che l'Inghilterra riconoscesse ufficialmente l'indipendenza degli Stati Uniti d'America e che cedesse la Florida alla Spagna. Quando John Adams venne nominato ambasciatore in Inghilterra nel 1785, Giorgio III si oppose a nuove relazioni con il nuovo stato sorto sulle sue ex colonie.
Con il collasso del ministero di Lord North nel 1782, il Whig Lord Rockingham divenne Primo Ministro per la seconda volta, ma morì quello stesso mese. Il Re quindi nominò William Petty, II conte di Shelburne a rimpiazzarlo. Charles James Fox, ad ogni modo, si rifiutò di servire sotto Shelburne, e propose la nomina di William Henry Cavendish-Bentinck, III duca di Portland. Nel 1783, la Camera dei Comuni forzò Lord Shelburne a dimettersi dal suo incarico promuovendo la coalizione Fox-North. Il Duca di Portland divenne quindi Primo Ministro, con Fox e Lord North nelle cariche di Segretario degli Esteri e Segretario di Partito rispettivamente. Il Re odiava Fox intensamente, sia per la conduzione della sua politica, sua per il suo carattere e pensava inoltre a ragione che egli avesse un cattivo influsso sul Principe di Galles. Giorgio III, ad ogni modo, supportò l'operato del Duca di Portland il quale costituì presto una solida maggioranza alla Camera dei Comuni, guadagnandosi stima presso la corte. Successivamente il governo introdusse nuove riforme per l'India che concernevano essenzialmente nel trasferire il potere politico dalla Compagnia delle Indie Orientali nelle mani dei commissari parlamentari. Anche se il Re parteggiava apertamente nella Compagnia nella quale aveva profuso ricchezze e fiducia, i commissari proposti era tutti alleati di Fox. Immediatamente dopo l'approvazione dell'atto da parte della Camera dei Comuni, Giorgio III autorizzò George Nugent-Temple-Grenville, I marchese di Buckingham ad informare la Camera dei Lords che egli avrebbe punito severamente quanti avrebbero votato a favore dei suoi personali nemici politici e così facendo la Camera superiore rigettò il decreto; tre giorni più tardi il ministro Duca di Portland venne dimesso e William Pitt il Giovane venne nominato Primo Ministro con Lord Nugent-Temple-Grenville (detto anche semplicemente Lord Temple) quale suo Segretario di Stato. Il 17 dicembre 1783 il parlamento votò a favore di una mozione per condannare l'influenza del monarca sulle votazioni parlamentari come "alto crimine" e Lord Temple venne costretto a dimettersi. La partenza di Temple destabilizzò il governo e tre mesi dopo la coalizione perse la sua maggioranza ed il parlamento si dissolse, portando alle elezioni del 1784 che confermarono Pitt quale detentore del mandato.
Ad ogni modo, la salute di Giorgio III andava a quell'epoca deteriorandosi, ma quelli più gravi ebbero inizio nell'estate del 1788. Alla fine della sessione parlamentare, egli si recò a Cheltenham Spa per rimettersi in salute, ma le sue condizioni andarono peggiorando. Nel novembre di quello stesso anno le sue condizioni erano seriamente compromesse, e le memorie dell'epoca raccontano come egli passasse ore ed ore a parlare in discorsi senza senso, il che gli causava anche gravi problemi alla voce..
Fox e Pitt stabilirono i termini della reggenza. Entrambi erano concordi nel voler riconoscere il Principe di Galles come legittimo erede, ma Pitt temeva che senza l'approvazione del padre nelle scelte da portare avanti nell'interesse del governo, il futuro reggente l'avrebbe licenziato dal suo ruolo di Primo Ministro. Egli propose pertanto al parlamento di ridurre la sua autorità come reggente. Nel febbraio del 1789, il "Regency Bill", autorizzava de facto il Principe di Galles a riconoscersi Principe Reggente, ma poco dopo Giorgio III si riebbe discretamente.
Col ritorno di Giorgio III, la sua popolarità e quella di Pitt continuarono a crescere alle spese di Fox e del Principe del Galles.
La Rivoluzione francese del 1789, nella quale la monarchia francese venne spodestata dal proprio trono, preoccupava notevolmente i proprietari terrieri inglesi. La Francia dichiarò guerra all'Inghilterra nel 1793 dopo la decapitazione di Luigi XVI e nel tentativo di sostenere gli sforzi bellici, Giorgio III permise a Pitt di alzare le tasse e di aumentare il numero degli uomini sotto le armi, oltre a sospendere il diritto dell'habeas corpus. La prima coalizione per opporsi alla Francia rivoluzionaria, che includeva in alleanza anche Austria, Prussia e Spagna, si ruppe nel 1795 quando Prussia e Spagna siglarono una pace separata con la Francia. La seconda coalizione, che includeva Austria, Russia ed Impero ottomano, venne sconfitta nel 1800. Solo la Gran Bretagna rimase a combattere contro Napoleone Bonaparte, allora ancora primo console della Repubblica Francese.
Un periodo di tregua nelle ostilità consentì a Pitt di concentrarsi sull'Irlanda, dove vi erano state delle rivolte e tentativi di sostenere un possibile sbarco di truppe francesi nel 1798. I parlamenti inglese ed irlandese approvarono quindi l'Act of Union, con il quale il 1º gennaio 1801, Gran Bretagna ed Irlanda venivano unite sotto un'unica nazione, conosciuta col nome di Regno Unito di Gran Bretagna ed Irlanda. Giorgio III colse anche l'occasione per avanzare le proprie pretese sul trono francese, che i sovrani inglesi reclamavano dall'epoca di Edoardo III. A Giorgio III, inoltre, venne suggerito di adottare il titolo di Imperatore delle Isole Britanniche, ma egli rifiutò. Come parte della politica irlandese, Pitt si propose di rimuovere certe divergenze coi cattolici locali. Giorgio III dal canto suo reclamò che l'emancipazione dei cattolici avrebbe violato il suo giuramento d'incoronazione, secondo il quale il monarca si impegnava a mantenere il protestantesimo quale religione di Stato inglese. Incontrata questa insanabile resistenza nel Re, Pitt chiese di dimettersi. Quasi allo stesso tempo, il Re ebbe una ricaduta della sua malattia, che lasciò insoluta la questione religiosa. Il 14 marzo 1801, Pitt venne formalmente rimpiazzato con lo speaker della Camera dei Comuni, Henry Addington, I Visconte Sidmouth. Addington si oppose all'emancipazione, abolendo alcune tasse e programmando il disarmo delle truppe per gli eccessivi costi dell'esercito. Nell'ottobre del 1801, egli siglò una pace con la Francia e nel 1802 firmò il Trattato di Amiens.
Giorgio dal canto suo non considerava reale la pace con la Francia; nella sua visione della politica quella firma era solo un "esperimento". Nel 1803, la guerra riprese ma l'opinione pubblica dissuase Addington dal guidare la nazione in una nuova guerra, favorendo invece Pitt. Un'invasione dell'Inghilterra da parte di Napoleone pareva ormai imminente e grandi masse di volontari si concentravano sulle coste inglesi nel tentativo di difendere la patria dalle incursioni francesi. Giorgio III raccolse 27.000 volontari ad Hyde Park tra il 26 ed il 28 ottobre 1803, con un insieme di 500.000 spettatori ad assistere alla passata in rassegna delle truppe da parte del Re. The Times descrisse l'evento così:
"... un giorno glorioso per la Vecchia Inghilterra. Qui è spiegata la gioventù della prima città dell'universo, assemblata in squadroni militari attorno alla persona del loro beneamato e venerato sovrano, pronti a sacrificare se stessi sull'altare della patria ... L'entusiasmo della moltitudine andava oltre ogni espressione. quando sua MAESTA' entrò nel Parco, un grido di esultanza uscì volontariamente dalla folla."
Giorgio III si preparava a resistere a Napoleone, ma la possibilità di un'invasione venne resa impossibile dalla vittoria di Horatio Nelson nella vittoria della famosa Battaglia di Trafalgar contro la flotta francese.
Nel 1804, Giorgio III ebbe una nuova ricaduta della sua malattia; dopo il suo ricovero, Addington diede le proprie dimissioni e Pitt tornò al potere. Pitt avrebbe voluto nominare Fox quale suo ministro, ma Giorgio III si rifiutò. William Wyndham Grenville, I barone Grenville vide in questo una personale ingiustizia del Re verso Fox, e si rifiutò di aderire al nuovo ministero. Pitt si concentrò in una coalizione con Austria, Russia e Svezia. La terza coalizione, ad ogni modo, incontrò lo stesso fato delle sue predecessori, collassando nel 1805. Pitt morì nel 1806, e si riaprì nuovamente la questione sul ruolo del futuro Primo Ministro. Lord Grenville gli successe a questa carica e la sua squadra incluse anche Fox. Il Re si dimostrò conciliante verso Fox, dopo essere stato costretto dalla ragion di stato ad accettare la sua nomina. Dopo la morte di Fox nel settembre del 1806, il Re fu in conflitto aperto col ministero, ancora una volta con la religione come sfondo.
Per i reclutamenti del 1807, infatti, alcuni ministri avevano proposto che i cattolici fossero abilitati a prestare servizio in tutti i ranghi militari, con la forte opposizione di Giorgio III che si rimandava al giuramento che aveva fatto alla sua nazione con l'atto di incoronazione. Il Re dimise pertanto il Primo Ministro e lo rimpiazzò con il Duca di Portland, con il potere effettivamente detenuto dal Cancelliere dello Scacchiere, Spencer Perceval. Il parlamento venne sciolto e le elezioni del 1807 diedero al ministero una forte maggioranza alla Camera dei Comuni. Giorgio III non prese altre grandi posizioni politiche nel suo regno.
Alla fine del 1810, al culmine della sua popolarità ma già quasi cieco e pieno di reumatismi, Giorgio III divenne pericolosamente malato. Inoltre la morte della figlia minore, la sua favorita, la Principessa Amelia, lo provò ancora maggiormente. Egli dovette inoltre accettare la necessità di promulgare il Regency Act nel 1811, e dovette accettare anche che il Principe del Galles, suo figlio primogenito che egli reputava inadatto a tale ruolo, potesse succedergli. Dalla fine del 1811, Giorgio III divenne veramente grave e visse quasi recluso al Castello di Windsor sino alla sua morte.
Perceval venne assassinato nel 1812 (l'unico Primo Ministro inglese ad aver subito un tale destino) e fu rimpiazzato da Robert Banks Jenkinson, II conte di Liverpool. Liverpool raccolse così la vittoria inglese sulle guerre napoleoniche e nel successivo Congresso di Vienna riuscì ad ottenere delle condizioni vantaggiose per l'Inghilterra sul territorio dell'Hannover, che venne elevato da Elettorato a Regno.
Nel frattempo la salute di Giorgio andava deteriorandosi e non fu nemmeno cosciente di essere stato dichiarato Re dell'Hannover nel 1814, o della morte della moglie nel 1818. Poco dopo il Natale del 1819, egli parlò in maniera insensata per 58 ore, e per le ultime due settimane della sua vita non era in grado di camminare. Il 29 gennaio 1820, morì nel Castello di Windsor.

### Giorgio IV

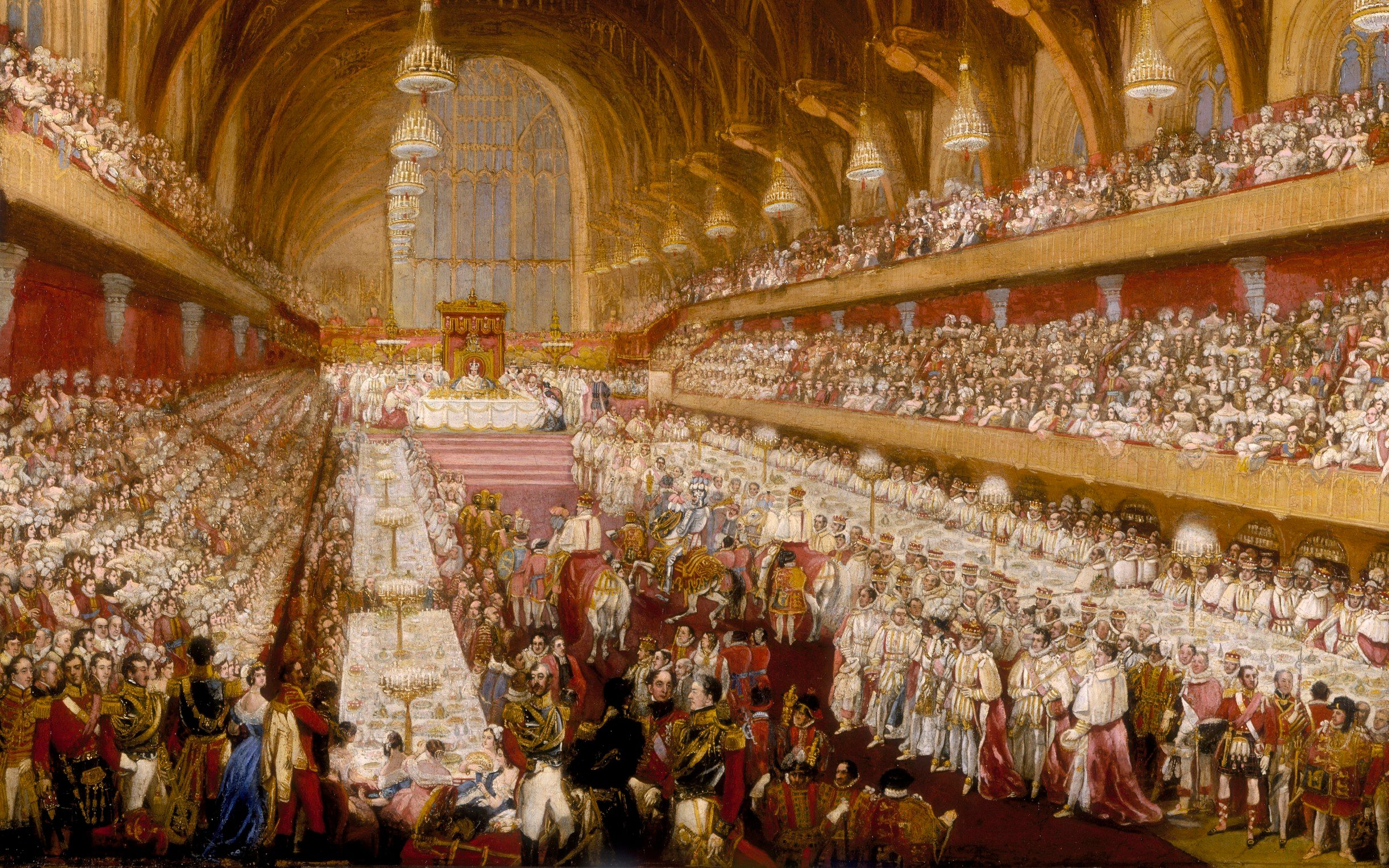
Il banchetto dell'incoronazione di Giorgio IV si tenne alla Westminster Hall il 19 luglio 1821.

Quando Giorgio III morì nel 1820, il Principe Reggente ascese al trono col nome di Giorgio IV, il che non fece altro che confermare una posizione che già da tempo deteneva effettivamente.
Le relazioni di Giorgio IV con la moglie Carolina andarono ancora più deteriorandosi con questo atto. La coppia viveva separata dal 1796, ed entrambi vivevano relazioni segrete coi loro amanti. Nel 1814, Carolina lasciò il Regno Unito per fare ritorno in Europa, tornando in Inghilterra solo in occasione dell'incoronazione del marito per accettare pubblicamente i suoi diritti di Regina Consorte. Ad ogni modo, Giorgio IV si rifiutò di riconoscere Carolina come regina e chiese agli ambasciatori inglesi negli altri paesi del mondo di assicurarsi che tale volontà sua venisse rispettata anche dagli altri monarchi. Per volere reale, il nome di Carolina venne omesso dal Book of Common Prayer, la liturgia ufficiale della chiesa anglicana. Il re voleva il divorzio, ma i suoi avvocati gli consigliarono di desistere dall'idea in quanto questo avrebbe voluto dire pubblicizzare le sue relazioni extraconiugali. Egli, ad ogni modo, perorò al parlamento la concessione ufficiale col quale il suo matrimonio veniva annullato e Carolina veniva privata del titolo di regina. Questo documento, ad ogni modo, fu molto impopolare tra il pubblico inglese e venne rifiutato dal parlamento. Giorgio IV decise, ad ogni modo, di escludere la presenza di sua moglie alla sua incoronazione all'Abbazia di Westminster, il 19 luglio 1821. La stessa Carolina cadde vittima di una malattia quello stesso giorno e morì il 7 agosto di quello stesso anno; durante la parte terminale della sua malattia, fu ella stessa a paventare l'idea che fosse stata avvelenata.
L'incoronazione di Giorgio a Re d'Inghilterra fu un evento grandioso esteriormente ed anche nei prezzi dal momento che costò la bellezza di 243.000 sterline (a confronto, quella del padre era costata appena 10.000 sterline). Malgrado l'enorme costo, essa fu comunque un evento popolarissimo nel Paese ed in Europa. Nel 1821 il Re fu il primo monarca inglese a recarsi ufficialmente in visita in Irlanda dai tempi di Riccardo II. L'anno successivo egli visitò Edimburgo con un soggiorno di una ventina di giorni La sua visita in Scozia, organizzata da Sir Walter Scott, fu la prima dai tempi di Carlo I che vi si era recato nel 1633.

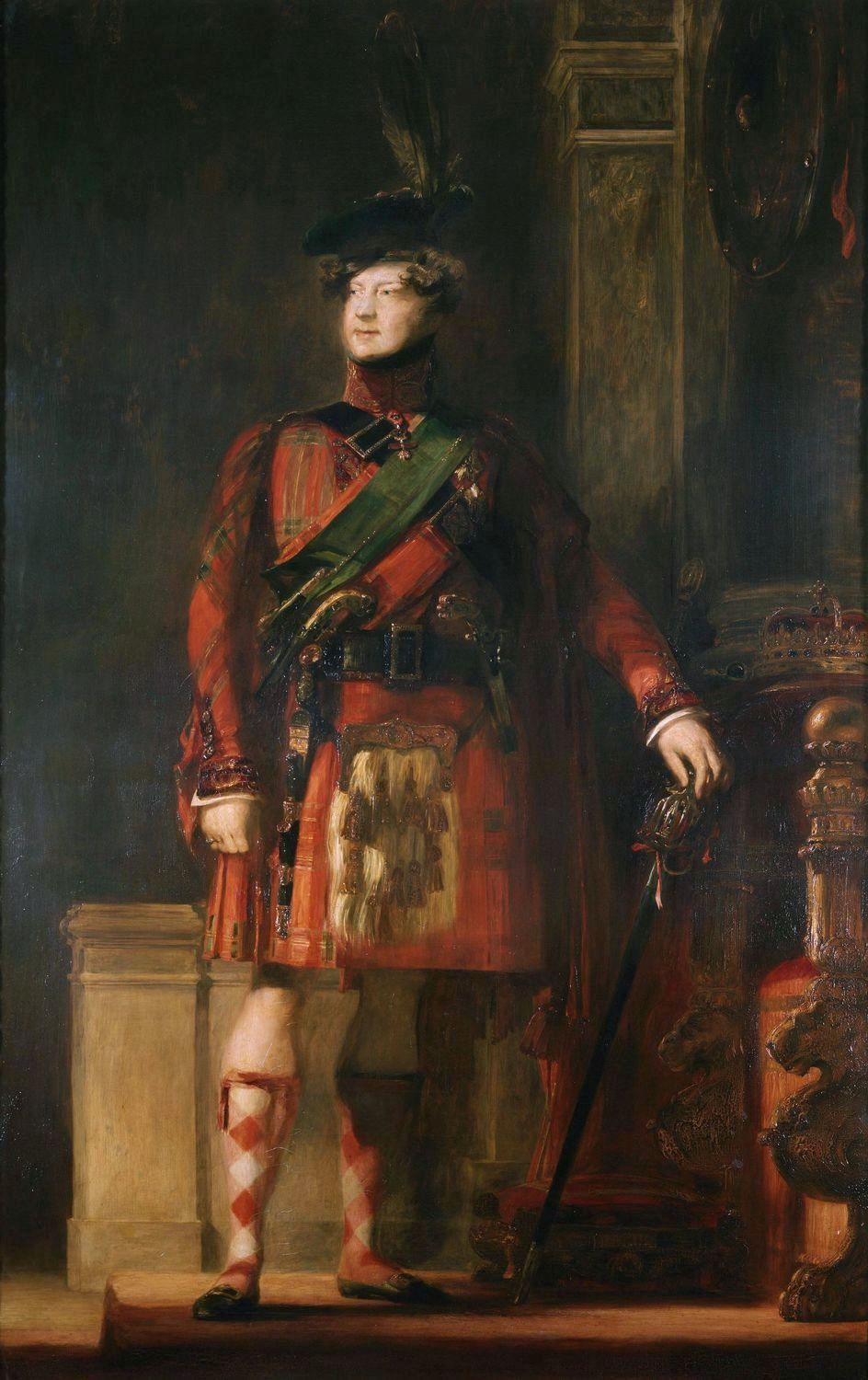
Giorgio IV in un ritratto di Sir David Wilkie (1829) rappresentante il re durante il suo viaggio in Scozia, col costume tipico e kilt.

Giorgio IV trascorse gli ultimi anni di regno in reclusione al Castello di Windsor, ma continuò ad interessarsi degli affari della politica del suo paese. In un primo momento si era creduto che egli fosse intenzionato a supportare l'emancipazione dei cattolici in Irlanda (intenzione già data ad intendere dal 1797), ma le sue vedute anti-cattoliche divennero chiare nel 1813. Dal 1824 denunciò l'emancipazione cattolica in pubblico come un atto inaccettabile da parte del governo inglese. Nel 1827, ad ogni modo, Lord Liverpool (fervente sostenitore dell'opposizione all'emancipazione cattolica) si ritirò dalla scena politica e venne sostituito dal Tory George Canning che era a favore di questo decreto.

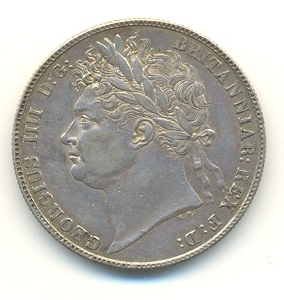
Mezza corona di Giorgio IV del 1821. L'iscrizione cita GEORGIUS IIII D[ei] G[ratia] BRITANNIAR[um] REX F[idei] D[efensor]. Giorgio IV fu l'ultimo Re inglese a farsi raffigurare col busto laureato sulle monete.

Cannin morì però l'anno successivo, lasciando la propria carica a Frederick John Robinson, I Visconte Goderich che venne succeduto nel 1828 dal Duca di Wellington. Con grande difficoltà il Duca di Wellington ottenne dal Re la realizzazione di un decreto di tolleranza nei confronti dei cattolici, siglato 29 gennaio 1829. Su pressione del fanatico anti-cattolico fratello, Ernesto Augusto, Duca di Cumberland, il Re si risolse infine a rigettare il suo proclama e per protesta il suo Gabinetto si dimise in massa il 4 marzo di quello stesso anno. Il giorno successivo il Re, ora per pressione politica, stabilì che il decreto rimanesse all'attivo. La sanzione regia per Il Catholic Relief Act fu finalmente concessa il 13 aprile.
Giorgio IV conduceva nel frattempo uno stile di vita sempre sregolato, beveva molto e la sua salute iniziava a risentirne. Il suo piacere per i grandi banchetti e per le grandi quantità di bevande alcoliche, gli causarono una forte obesità, rendendolo oggetto di gesti di scherno nelle rare occasioni in cui compariva in pubblico. Successivamente, egli soffrì di gotta, arteriosclerosi, cataratta e probabilmente anche di porfiria; egli trascorreva i suoi giorni a letto con frequenti spasmi che lo lasciavano quasi asfissiato. Egli morì poco dopo le tre del mattino del 26 giugno 1830 al Castello di Windsor.
La sua unica figlia legittima, la Principessa Carlotta Augusta, era morta per delle complicazioni post-parto nel 1817, dopo aver dato alla luce un figlio nato morto. Il secondo figlio di Giorgio III, il duca di York ed Albany, era morto nel 1827 e pertanto Giorgio IV venne succeduto da un altro dei suoi fratelli, Guglielmo, Duca di Clarence, che salì al trono col nome di Guglielmo IV.

### Guglielmo IV

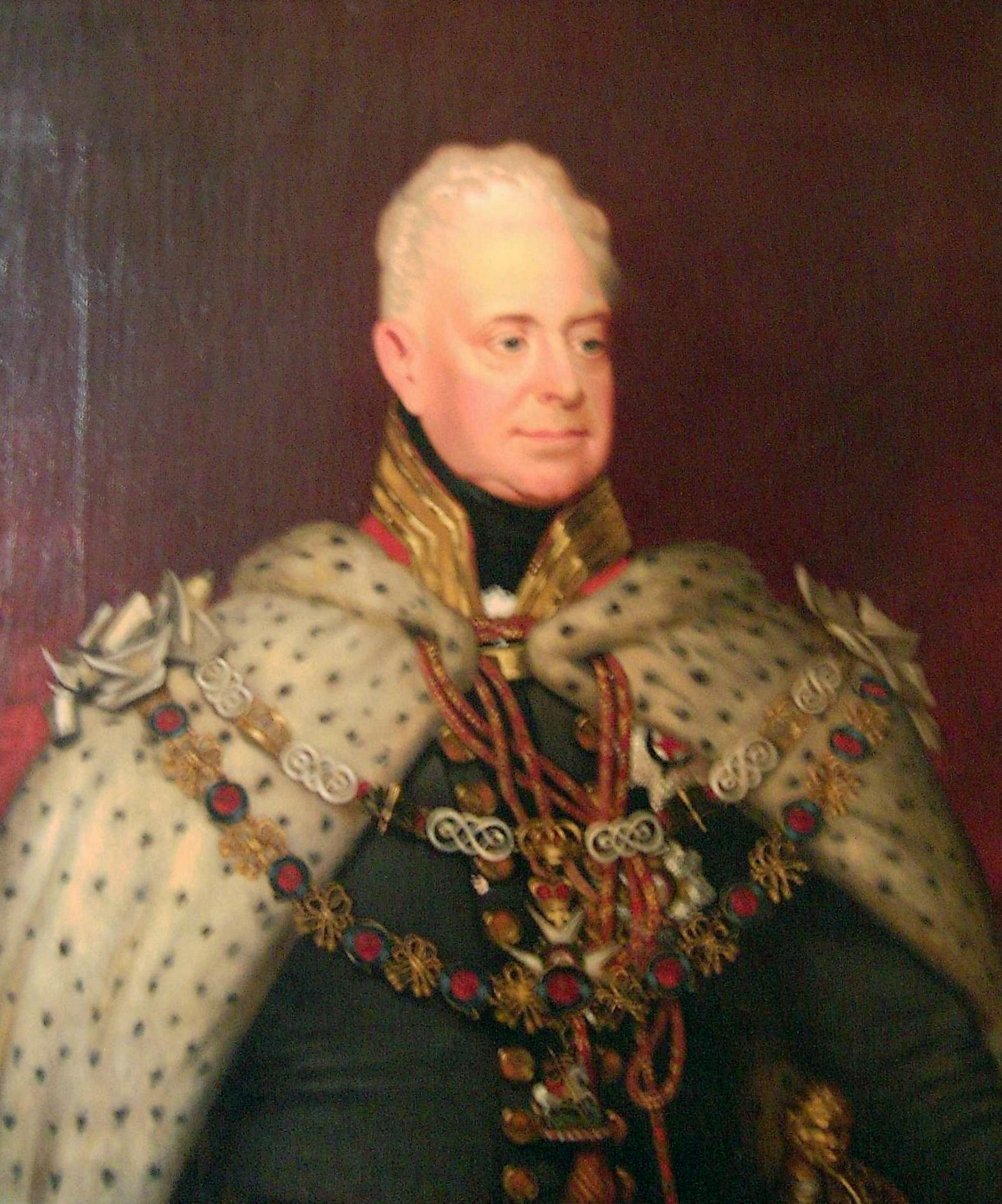
Guglielmo IV del Regno Unito in un ritratto ufficiale eseguito poco dopo l'incoronazione

Quando Giorgio IV morì il 26 giugno 1830 senza figli legittimi sopravvissutigli, Guglielmo ascese al trono all'età di 64 anni col nome di Guglielmo IV, guadagnandosi anche il primato del re assurto al trono inglese in più tarda età nella storia (questo primato è stato superato da Carlo III, nel 2022, diventato re all’età di ben 74 anni). A differenza del ben più stravagante fratello, Guglielmo non accettava di buon grado le pompe e le cerimonie. In contrasto con Giorgio IV che tendeva a trascorrere le sue giornate al Castello di Windsor, Guglielmo era solito rimanere a Londra e passeggiare scortato per le vie, incontrando la gente e sentendo il parere del popolo, guadagnandosi in contemporanea la stima degli inglesi molto più del fratello.
Il Re si dimostrò inoltre subito un lavoratore coscienzioso, intraprendendo un rapporto di vera cooperazione col Duca di Wellington suo 1º Primo Ministro. Guglielmo inoltre bandì dall'esercito francesi e tedeschi voluti dal fratello, rimpiazzandoli con soldati esclusivamente inglesi, guadagnandosi l'approvazione del popolo. Egli donò inoltre gran parte della collezione di quadri di Giorgio IV alla nazione. Se Giorgio IV aveva poi iniziato un capillare (e costoso) restauro di Buckingham Palace, suo fratello si rifiutò categoricamente di abitarvi e lo sfruttò come caserma in un primo momento e poi come sede del parlamento quando la House of Parliament andò distrutta in un incendio nel 1834. Egli prese residenza al Royal Pavilion di Brighton.
All'ascesa al trono, Guglielmo IV non si dimenticò dei propri nove figli illegittimi, e li creò conti e contesse di Munster, anche se essi non poterono mai essere legittimati per non rovinare la sua immagine pubblica.
Con la sconfitta dei Tories, successivamente, assurse alla carica di Primo Ministro Lord Grey che si preoccupò di formare un nuovo governo. Una delle sue prime azioni fu quella di rinnovare il sistema elettorale, che non aveva subito cambiamenti sostanziali dal XV secolo. Esso era però pieno di iniquità ormai obsolete: ad esempio alcune città di rilievo come Manchester o Birmingham non potevano eleggere dei loro rappresentanti di governo, mentre piccoli sobborghi o villaggi godevano anche di 7 rappresentanti perché magari vantavano una storia di maggior rilievo per la corona o erano possedimenti di "landlords" di rilievo nell'aristocrazia inglese.
Questo causò non pochi problemi ed una forte opposizioni dalle flange più conservatrici del parlamento e della società inglese. La crisi vide un piccolo interludio nelle celebrazioni per l'incoronazione del re l'8 settembre 1831, la quale però si svolse all'insegna di un certo risparmio (30.000 sterline contro le 240.000 spese dal fratello nel 1821), anche se molti giornali d'epoca parlarono di una "mezza incoronazione" che guardava al risparmio ed alle ristrettezze.
Le rivolte ripresero quindi nell'ottobre del 1831, e questa volta il Re rese pubblica la propria opinione sulla riforma del voto, schierandosi contro il primo ministro, il quale per tutta risposta minacciò di dimettersi con tutto il governo se il monarca non avesse accettato le nuove condizioni eque di voto. Pur col rischio di essere tacciato di tirannia, Guglielmo IV accettò le dimissioni del ministro e tentò nel contempo di restaurare alla carica di primo ministro il Duca di Wellington, il quale però non godeva di sufficiente supporto al momento e la popolarità del re continuava a scendere vertiginosamente. Il Re si risolse perciò a dover riaccettare la candidatura di Lord Grey il che risolse il problema con l'approvazione dell'atto ed il re recuperò parte del proprio credito pubblico.
Guglielmo aveva dei pregiudizi sugli stranieri, in particolare sui francesi, e riteneva per tanto che la Gran Bretagna non dovesse interferire negli affari di altre nazioni, il che lo pose in conflitto con il Segretario degli Esteri, Lord Palmerston. Guglielmo supportò solo l'insurrezione dei belgi in quanto il reggente dello stato sarebbe divenuto il Principe Leopoldo di Sassonia-Coburgo-Gotha, vedovo di sua nipote Carlotta, che risultò poi il candidato vincente.
Egli investì anche molto denaro per la costruzione del canale di Suez, mantenendo ottime relazioni con l'Egitto. Guglielmo IV riparò anche alla questione delle relazioni anglo-americane utilizzando tatto e moderazione e recuperando anche in America un certo credito che suo padre si era categoricamente rifiutato di accettare.
Per il resto della sua vita, Guglielmo intervenne fortemente nella politica inglese una volta sola ancora, nel 1834, quando scelse il primo ministro autonomamente, al contrario della volontà del parlamento. Al ritiro volontario di Lord Grey, lo seguì alla carica di primo ministro William Lamb, II visconte Melbourne, il quale era molto influente e godeva di ottimo credito in parlamento. Molti membri del governo, ad ogni modo, non piacevano al re.
Nel novembre del 1834, il capo della Camera dei Comuni e Cancelliere dello Scacchiere, John Spencer, III conte Spencer (antenato della Principessa Diana), ereditò il titolo nobiliare e passò dalla Camera dei Comuni alla Camera dei Lords. Melbourne dovette pertanto nominare un nuovo Cancelliere dello Scacchiere a rimpiazzarlo e l'unico candidato che venne proposto fu Lord John Russell, che Guglielmo IV ed altri al governo ritenevano completamente incapace del nuovo ruolo conferitogli. Guglielmo pretese che il ministero corresse ai ripari riportando Lord Althorp ai propri precedenti incarichi. Lord Melbourne si dimise per protesta a queste angherie e Guglielmo scelse per la carica di primo ministro Sir Robert Peel il quale momentaneamente si trovava in Italia, ed il comando venne ripreso dal Duca di Wellington. Quando Peel fece ritorno in patria, prese le redini della sua nuova carica, ma vide l'impossibilità di governare a causa della maggioranza che gli Whig avevano alla Camera dei Comuni, sintomo che la sua nomina non era stata fatta per maggioranza, ma unicamente per preferenza regia. Come conseguenza, il parlamento venne sciolto e vennero richieste nuove elezioni. Lord Melbourne ritornò quindi al suo precedente incarico di Primo Ministro, rimanendolo per tutto il regno di Guglielmo IV ed il Re venne costretto ad accettare Russel come Capo della Camera dei Comuni.
Guglielmo IV morì d'infarto alle prime ore del 20 giugno 1837 al Castello di Windsor, dove venne anche sepolto. Non avendo avuto figli legittimi sopravvissutigli, alla sua morte la corona passò alla Principessa Vittoria di Kent, unica figlia legittima del fratello minore di Guglielmo. L'Inghilterra aveva abolito la Legge Salica dall'epoca di Elisabetta I, ma nell'Hannover essa vigeva ancora: la corona dello stato tedesco, pertanto, passò al fratello di Guglielmo IV, Ernesto Augusto, duca di Cumberland, il quale separò così le corone di Hannover ed Inghilterra per il resto della loro storia che era rimasta immutata dal 1714.